# Sciophila krysheni
Sciophila krysheni är en tvåvingeart som beskrevs av Polevoi 2001. Sciophila krysheni ingår i släktet Sciophila och familjen svampmyggor.
Artens utbredningsområde är Finland. Arten är reproducerande i Sverige. Inga underarter finns listade i Catalogue of Life.